# Stephen Appiah
Stephen Appiah (Accra, 24 de dezembro de 1980) é um ex-futebolista ganês que atuava como volante.

## Carreira
Passou grande parte da carreira em clubes italianos, e ganhou fama pela sua passagem na Juventus. Foi capitão da Seleção Ganesa nas Copas do Mundo de 2006 e 2010.
Na temporada de 2009, Appiah assinou com o Bologna. Depois de um ano em Bologna com poucas oportunidades, em 2010 assinou com o Cesena.

## Seleção Nacional
Appiah representou a Seleção Ganesa de Futebol nas Olimpíadas de 2004.
Sua primeira partida para Gana Stephen foi em 1996 contra a seleção de Benin. No elenco de Gana para a Copa do Mundo FIFA de 2006 na Alemanha , assim, o meio-campista e capitão foi um dos jogadores mais experientes e mais importantes. Com as Estrelas Negras, chegou à segunda rodada em que torneio. 
Na Copa do Mundo FIFA de 2010 na África do Sul , ele chegou com sua equipe nas quartas de final, Appiah foi reserva. 
Após a Copa do Mundo, ele anunciou sua aposentadoria da equipa nacional.
Em 2008, Appiah afirmou ao jornalista inglês Declan Hill que participou de jogos manipulados na Copa do Mundo FIFA Sub-20 de 1997 e no Futebol nos Jogos Olímpicos de Verão de 2004.

## Como gerente
Com o Mundial de Futebol 2014 no Brasil , atuou como assistente técnico de Kwesi Appiah na equipa nacional de futebol do Gana.